# Staffanstorp

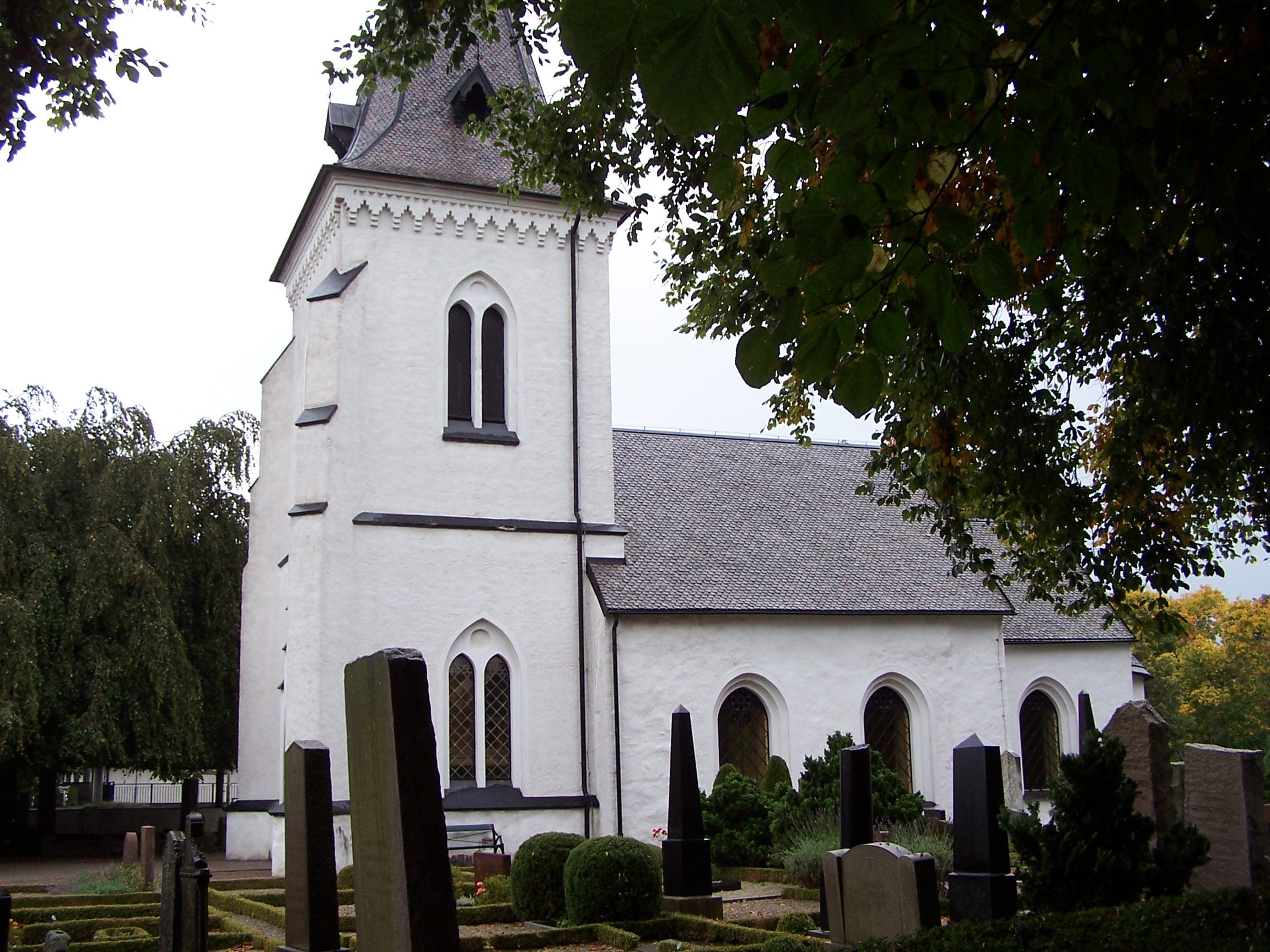
A Igreja de Brågarp
edificada no séc.XII e com torre do séc.XIX

Staffanstorp é uma pequena cidade da província histórica da Escânia, situada a 16 km de Malmö. 
Tem cerca de 14 000 habitantes  e é a sede da Comuna de Staffanstorp, no Condado da Escânia, situado no Sul da Suécia.

## Património
- Piscina de Brahögsbadet [3]
- Biblioteca Municipal de Staffanstorp [4]
- Centro de Saúde de Staffanstorp [5]
- Uppåkra - Estação arqueológica da Idade do Ferro [6]
- Igreja de Brågarp [7]
- Clube de Equitação de Staffanstorp [8]